# Lagenocarpus minarum
Lagenocarpus minarum là loài thực vật có hoa trong họ Cói. Loài này được (Nees) Kuntze mô tả khoa học đầu tiên năm 1891.